# Virgin Tonic
 (mars 2021).
Le Virgin Tonic est une émission matinale diffusée en semaine, sur Virgin Radio, à partir du 26 août 2013. L'émission s'arrête définitivement le 1er juillet 2022.

## Historique

### De 2013 à 2014: Christophe Beaugrand a remplacé Cyril Hanouna
À la rentrée 2013, Cyril Hanouna quitte la matinale de Virgin Radio, alors intitulée Hanouna Le Matin, pour aller sur Europe 1. La matinale est donc reprise par Christophe Beaugrand qui a décidé de recruter Émilie Picch et Florian Gazan comme co-animateurs. Cette petite équipe se fait appeler La Team Tonic[pertinence contestée].
L'émission se veut être un guide de survie pour assurer dans les conversations à la machine à café en traitant de l'actualité de tout type de manière détendue, humoristique et dynamique. Les animateurs parlent aussi bien de sujet télévisuels que de musique en passant par la politique, le cinéma et les buzz Internet et interviewent régulièrement des personnalités par téléphone. Les différentes chroniques sont alternées avec des chansons.

### De 2014 à 2020: Camille Combal à la tête de l'émission
À la rentrée 2014, l'émission change d'équipe et est désormais présentée par Camille Combal et accompagné de Clément Lanoue, Ginger et Laure Cohen. L'équipe se fait appeler Les Bras Cass[réf. souhaitée].
Pauline Bordja, standardiste et coanimatrice quitte l'émission en janvier 2017, et en juin 2017, c'est au tour de Laure Cohen de quitter l'émission pour rejoindre la matinale de NRJ avec Manu Levy. Dans un message qu'il publie sur sa page Facebook, Camille Combal remercie son public et révèle qu'une radio concurrente a fait des propositions alléchantes aux chroniqueurs pour les recruter et déstabiliser Virgin. Ainsi, il tacle, sans la citer, Laure Cohen en disant : « [...] les vrais seront là ! Parce qu’ils n’oublient pas ce qu’on vous doit même si Virgin ne peut pas doubler leur salaire ! » Camille Combal fait référence à Manu dans le 6/9, matinale de Manu Levy où un auditeur gagnant voit son salaire doublé par la radio.
Le 24 mai 2020, Camille Combal annonce son départ de Virgin Radio après 6 saisons à la tête de l'émission. Il présente sa dernière émission le 26 juin 2020, après 6 années passées à l'antenne.

### De 2020 à 2022: Le retour de Manu Payet en radio

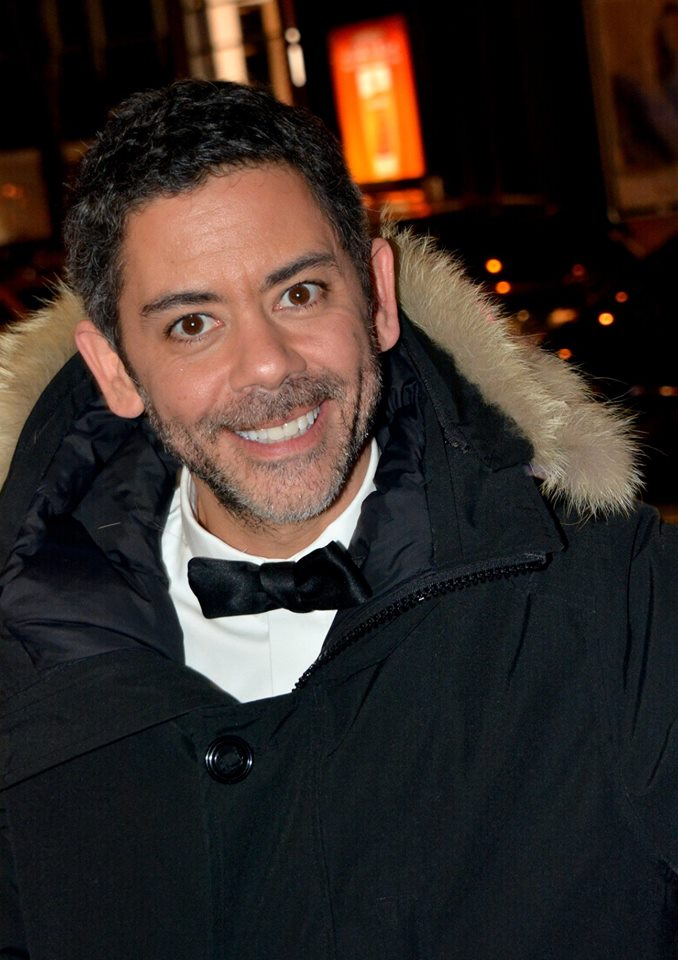
Manu Payet

Le 8 juin 2020, on apprend que l'humoriste Manu Payet reprendra les rênes du Virgin Tonic le 24 août 2020. Ayant officié dans le 6/9 sur NRJ dans les années 2000, l'humoriste revient ainsi à son premier amour, la radio.
Les co-animateurs de Camille Combal lors de l'année précédente (Clément Lanoue, Nicolas Richaud, Ginger et Mélanie) restent, eux, tous à l'antenne aux côtés de Manu Payet lors de cette saison 7. Le nom de cette nouvelle équipe est Les Paillettes.
Le mercredi 9 juin 2021, Manu Payet annonce qu'il continuera l'émission lors de la saison 2021-2022 avec la même équipe. La dernière émission a lieu le 1er Juillet 2022, marquant la fin de huit années d'émission. 
Le 11 juillet 2022, Virgin Radio annonce le remplacement du Virgin Tonic par Le Morning sans filtre, animé par Guillaume Genton.

## Personnalités de l'émission

### Historique
- Le 28 août 2017, Mélanie Angélie coanime dorénavant la matinale de Virgin Radio, Virgin Tonic, aux côtés de Camille Combal[7].
- Depuis le 26 août 2019, l'émission le Virgin Tonic est produite par Camille Combal[8].
- Le 24 mai 2020, Camille Combal annonce qu'il quitte Virgin Radio à la fin de la saison 2019-2020 du Virgin Tonic[9].
- Le 8 juin 2020, Manu Payet annonce qu'il rejoint Virgin Radio pour remplacer Camille Combal pour la saison 2020-2021 de la matinale[4].

### Équipes
- Saison 2013/2014 : Christophe Beaugrand, Florian Gazan, Émilie Picch[10].
- Saison 2014/2015 : Camille Combal, Laure Cohen, Clément Lanoue, Pauline Bordja, Nicolas Richaud (Nico du Bureau), Ginger.
- Saison 2015/2016 : Camille Combal, Laure Cohen, Clément Lanoue, Pauline Bordja, Nicolas Richaud (Nico du Bureau), Ginger.
- Saison 2016/2017 : Camille Combal, Laure Cohen, Clément Lanoue, Pauline Bordja, Nicolas Richaud (Nico du Bureau), Ginger.
- Saison 2017/2018 : Camille Combal, Mélanie Angélie, Clément Lanoue, Nicolas Richaud (Nico du Bureau), Ginger.
- Saison 2018/2019 : Camille Combal, Mélanie Angélie, Clément Lanoue, Nicolas Richaud (Nico du Bureau), Ginger.
- Saison 2019/2020 : Camille Combal, Mélanie Angélie, Clément Lanoue, Nicolas Richaud (Nico du Bureau), Ginger[11].
- Saison 2020/2021 : Manu Payet, Mélanie Angélie, Clément Lanoue, Nicolas Richaud (Nico Richonchon), Ginger[3].
- Saison 2021/2022 : Manu Payet, Mélanie Angélie, Clément Lanoue, Nicolas Richaud (Nico Richonchon), Ginger[3].

## Présentation de l'émission

### Logo

Logo de 2013 à 2014.
Logo de 2014 à 2020.
Logo alternatif de 2014 à 2020.
Logo générique de 2020 à 2022.
Logo avec horaire de 2020 à 2021.

### Lieux d'enregistrement
Virgin Tonic a été enregistrée dans les locaux d'Europe 1 et de Virgin Radio, rue François Ier, dans le 8e arrondissement de Paris, de 2013 à 2016. D'octobre à décembre 2016, l'émission de la station de radio du Groupe Lagardère est enregistrée dans les locaux de la Canal Factory, à Boulogne-Billancourt, studios appartenant à Vivendi et Canal+, avant de retrouver les studios rue François Ier de janvier 2017 à novembre 2018.
À partir de novembre 2018, l'émission est diffusée depuis les nouveaux locaux de Virgin Radio, rue des Cévennes, à Paris.

### Voix d'antenne
De 2020 à 2022, Gérard Darmon est la voix d'antenne principale de l'émission.

### Rubriques
L'émission Virgin Tonic est ponctuée par des chroniques et des jeux. L'émission est évolutive, ces chroniques et ces jeux étant régulièrement modifiés. Un flash info est présenté à chaque demi heure d'émission. Selon la localisation de la fréquence, il peut être national ou régional.
Le jeu phare de l'émission est Le Jeu du loyer est, qui, du 7 octobre 2013 au 1er juillet 2022, permet à un auditeur de se voir payer par la station un mois de loyer. Au fur et à mesure de l'évolution de l'émission, plusieurs occurrences de ce jeu se sont ajoutées dans le cours de la matinale. Et puis, de façon exceptionnelle, le 16 septembre 2016, la radio a offert 50 ans de loyer à un auditeur.

### Émissions spéciales
- Le 16 et 17 janvier 2014, l'émission a eu lieu en direct de l'Alpe d'Huez, à l'occasion du festival de l'Alpe d'Huez. L'émission permettait alors de gagner des séjours pour quatre personnes afin de se rendre à cet endroit[13].
- Le 14 février 2014, à 8 h 20, l'émission a fait exceptionnellement gagner 1 an de loyer à un auditeur[14]. Le 28 mars 2014, l'émission offrira la possibilité pour trois auditeurs de gagner un an de loyer[15].
- Le 19 février 2014, l'émission a célébré les 81 ans de Lucienne[pertinence contestée][16].
- Du 14 au 16 mai 2014, l'émission est en direct de Cannes, à l'occasion du festival éponyme[17].
- Le 26 juin 2015, l'émission est en direct du zénith de Lille
- Le 4 décembre 2015, à 9 h 20, Camille Combal a fait gagner 10 ans de loyer à une auditrice. Il a encore offert 10 ans de loyer le 7 décembre, à la suite du succès des SMS
- Le 29 janvier 2016, l'émission s'est passé en direct du dôme de Marseille[18].
- Du 15 au 19 février 2016, la radio a payé 10 ans de loyer à un auditeur tous les jours à 9 h 20[19].
- Le 24 juin 2016, pour clore la saison, Camille Combal organisera une grande Pool Party en direct d'une villa d'Aix-en-Provence avec 300 auditeurs[20]
- Du 13 au 17 décembre 2021, Manu et les paillettes sont en direct de l’île de la Réunion.[réf. nécessaire]